# Андреевский костёл (Лынтупы)
Церковь Святого апостола Андрея (бел. Касцёл святога Андрэя апостала) — католический храм в городском посёлке Лынтупы, Витебская область, Белоруссия. Относится к поставскому деканату Витебского диоцеза. Памятник архитектуры, построен в 1908—1914 годах в необарочном стиле, включён в Государственный список историко-культурных ценностей Республики Беларусь. Храм расположен по адресу: ул. Красильникова, д.1.
В некоторых источниках упомянуто, что храм освящён во имя святого Андрея Боболи, однако официальный сайт Католической церкви в Белоруссии подчёркивает, что храм и приход носят имя апостола Андрея и престольный праздник в храме отмечается 30 ноября (в Католической церкви — память св. апостола Андрея).

## История
Католический приход в Лынтупах основан в XV веке. Первый деревянный храм был построен здесь около 1459 года, когда виленский воевода Андрей Довгирдович построил здесь деревянный храм.
1 августа 1472 года князь Сенька Романович Свирский вместе с женой Богданой выдали дарственную грамоту в Свири, согласно которой выделили средства на создание и содержание алтаря в Свирском костеле. В числе прочих грамоту подписал лынтупский плебан Якуб.
9 октября 1486 года Анна Долгирдовна, жена Ивашки Ильинича, совершила дарование алтарю в своем костёле в Лынтупах, освященному во имя Вознесения Найсвятейшей Девы Марии, святого Андрея и святого Юрия виленским епископом Андреем. Ее муж также отписал костелу десятину зерна и огороднины со дворов своих Комарово и Марково.
В 1640 году построена кирпичная часовня.
В 1886 году настоятелем костела был Иосиф Роуба, имеющий золотой наперстный крест.
В начале XX века деревянная церковь сгорела. Поскольку приход был многочисленным и существовавшее до пожара здание не вмещало верующих, в 1908 году было начато строительство нового, более просторного здания. Храм был выполнен в псевдобарочном стиле, строительство завершилось в 1914 году.
В советское время предпринимались попытки закрыть храм, однако прихожанам удалось его отстоять.

## Архитектура
Храм святого Андрея — двухбашенная, трёхнефная базилика с стиле псевдобарокко. Центр главного фасада выделен двухъярусным ризалитом с пилястровым портиком и треугольным фронтоном наверху.
Территория храма огорожена каменной оградой с трёхпролётными воротами.